# Манук Абегян
Ману́к Хачату́рович Абегя́н (вірм. Մանուկ Աբեղյան, 29 березня 1865, Астапат, Нахічевань — 25 вересня 1944) — вірменський філолог, академік АН Вірменської РСР (1943). Автор праць з історії старовинно-вірменської літератури, фольклору.